# プリンス・アルバート (サスカチュワン州)
プリンス・アルバート（英: Prince Albert）は、カナダのサスカチュワン州の都市。州中央部のサスカチュワン川沿いに位置する。サスカトゥーン、州都レジャイナに次ぐ州内第3の都市である。名前はイギリスのヴィクトリア女王の夫アルバート公にちなむ。
プリンス・アルバートは州北部へ向かう際の最後の人口密集地であるため、「北へのゲートウェイ」として知られる。

## 歴史
従来この町はクリー族によって「キスタピナニク」（kistahpinanihk、きれいなところ、人の集まるところ）と名付けられていた。1692年に最初の白人ヘンリー・ケルシーが来訪し、その後交易所が創設された。1862年にハドソン湾会社の英系メティ社員ジェームズ・イスビスターが現在の市街地に入植して農耕を行ない、次いで他の入植者たちも増えた。
1866年にカナダ長老派教会が、教会を中心としたコミュニティーを現在の市街地中央部に建設した。また町の西部に出来たポーター・タウンと合わせ、現在のプリンス・アルバートとなった。

## 地理
プリンス・アルバートはノース・サスカチュワン川岸にあり、南部は肥沃で農耕に適した土地で、その北にはタイガが広がる。

## 経済
プリンス・アルバートは州北部へのゲートウェイとして発展した。但しカナダ太平洋鉄道が敷設した大陸横断鉄道はもっと南側のルートを通ったため、町の発展は止まったとされ、1927年には市は破産寸前となった。
1945年にプリンス・アルバート国立公園が設立され、観光部門が再び市の経済に活況をもたらした。その後は農業、林業、観光、鉱業及びその他のサービス産業を中心に発展した。

## 交通

### 空港
- プリンス・アルバート空港

### 公共交通
- プリンス・アルバート交通局（Prince Albert Transit）：市バスを運行
- サスカチュワン交通公社（Saskatchewan Transportation Company）：都市間バスを運行

## 教育
- サスカチュワン応用科学技術学院（SIAST、The Saskatchewan Institute of Applied Science and Technology）・ウッドランド校

## 文化
- プリンス・アルバート美術館（Art Gallery of Prince Albert）
- プリンス・アルバート歴史博物館（Prince Albert Historical Museum）

## 観光
- プリンス・アルバート国立公園
- ディーフェンベーカー・ハウス（Diefenbaker House）